# Synanthedon pauper
Synanthedon pauper là một loài bướm đêm thuộc họ Sesiidae. Nó được tìm thấy ở Cameroon.